# Shōta Tanokura
Shōta Tanokura (jap. 田野倉翔太 Tanokura Shōta; ur. 11 sierpnia 1990 w Tokio) – japoński zapaśnik w stylu klasycznym. Zajął ósme miejsce na mistrzostwach świata w 2018. Złoty medalista mistrzostw Azji w 2018; srebrny w 2013 i brązowy w 2012. Brązowy medal na uniwersjadzie w 2013, jako zawodnik Nippon Sport Science University w Kanagawa.